# Tachibana Kazuki
Kazuki Tachibana (sinh ngày 8 tháng 6 năm 1992) là một cầu thủ bóng đá người Nhật Bản.

## Sự nghiệp câu lạc bộ
Kazuki Tachibana đã từng chơi cho Gainare Tottori.